# 華盛頓雙星目錄

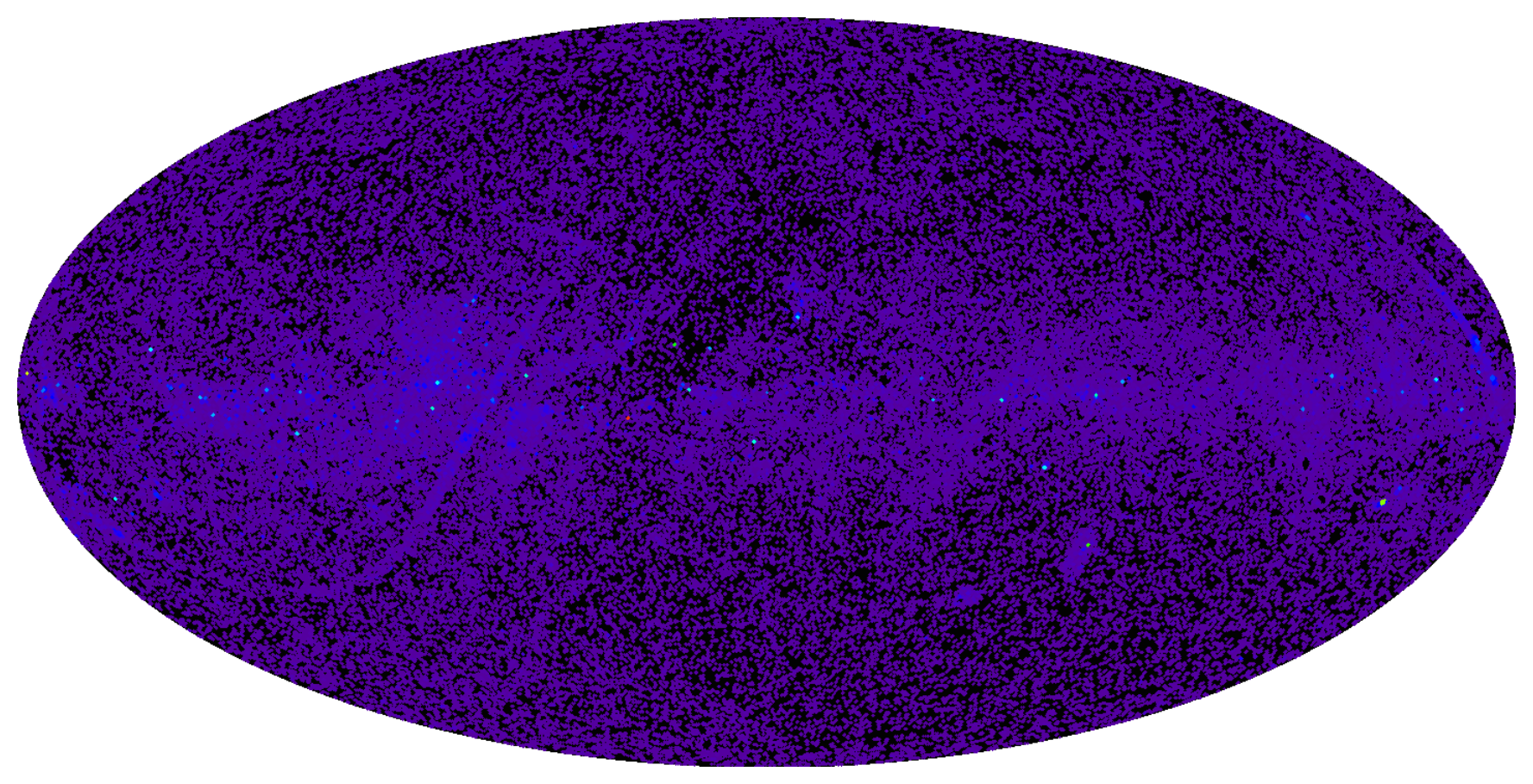
目錄上的天體在天球上的分佈相當均勻。

華盛頓雙星目錄或WDS是由美國海軍天文台維護的天文學雙星目錄。這個目錄包括位置、星等、自行和光譜類型，並且收錄了102,387對的雙星 (2006年7月)。這個目錄也包括多星系統。通常，有n顆恆星的多星系統會表示為n-1的恆星對。

## 歷史
WDS的資料庫架構承襲自立克天文台的Jeffers和van den Bos於1963年發布的目視雙星索引星表的架構，於1965年，在Charles Worley的倡議下，它被轉移至美國海軍天文台。通過大量的測量，從伊巴谷和第谷、斑點干涉儀，和其他的來源，增加了許多的資料。

## 外部連結
- The WDS at the US Naval Observatory
- The Washington Double Star Catalog （页面存档备份，存于） at VizieR